# Marc Kuchner
Marc Kuchner, född 7 augusti 1972 i Montréal, Québec i Kanada, är en amerikansk astrofysiker.

## Biografi
Kuchner tog sin kandidatexamen i fysik från Harvard 1994 och sin doktorsexamen i astronomi vid California Institute of Technology (Caltech) år 2000. Hans handledare för doktorsavhandlingen var Michael E. Brown. Efter att han disputerat studerade Kuchner vid Harvard-Smithsonian Center for Astrophysics som Michelsonstipendiat och sedan vid Princeton University som Hubblestipendiat.

## Vetenskapligt arbete
Tillsammans med Wesley Traub uppfann Kuchner den bandbegränsade koronargrafen, en konstruktion för det föreslagna TPF-teleskopet (Terrestrial Planet Finder), som också skulle användas på James Webb Space Telescope (JWST). 
Kuchner är också känd för sina nya superdatormodeller av interaktioner mellan planeter och stoftskiva och för att utveckla idéerna om havsplaneter, kolplaneter och heliumplaneter.
Kuchner fungerar för närvarande (2021) som huvudutredare för webbplatserna Disk Detective och Backyard Worlds för medborgarforskning.

### Marknadsföring för forskare
Kuchner är författare till en bok, Marketing for Scientists: How to Shine in Tough Times (2011, Island Press). Boken ger karriär- och kommunikationsrådgivning för forskare som använder marknadsföringsspråket, med kapitel om "affärer", "hur man säljer något", "branding" och så vidare. Denna ansats ansåg vissa kritiker som cynisk om människans natur. Men läsare från ett brett spektrum av vetenskapliga discipliner berömde bokens unika vinkel och bredd av forskning. Ecology beskrev den som "ett måste för ekologer och faktiskt för alla forskare, matematiker och ingenjörer i alla karriärstadier." Astrofysikern Neil deGrasse Tyson kallade den "det första i sitt slag". 

## Hedersbetygelser
Kuchner tilldelades 2009 SPIE tidig karriärprestationutmärkelse för sitt arbete med koronagrafi.